# René de Reboul
René de Reboul, né le 16 août 1890 à Loches et mort le 23 mai 1968 à Loiré, est un général de la cavalerie française.

## Biographie
Né en 1890, il s'engage volontairement en 1911 au 15e Régiment de Chasseurs. Il est admis à l'École Spéciale Militaire de Saint-Cyr en 1912 au sein de la Promotion De Montmirail et choisi la cavalerie à sa sortie en 1914.
Dès août 1914 et le début de la Première Guerre mondiale, il est affecté au 18e régiment de chasseurs à cheval. Combattant au sein de ce régiment pendant la guerre, il y est cité à trois reprises à l'ordre de la Division.
Après la guerre il sert comme officier d'états-majors divisionnaires pour devient capitaine-instructeur à Saint-Cyr en 1923. De 1924 à 1928, il occupe la même fonction à l'école de Saumur.
En 1928 il part pour le Maroc. Jusqu'en 1931, il participe aux opérations de « pacification » avec le 2e régiment de spahis marocains. Il est affecté en 1931 au commandement de la Cavalerie du Maroc.
En 1933, il quitte le Maroc et rejoint le 3e bataillon de dragons portés puis le 8e Régiment de Dragons. Il revient au 3e BDP pour devenir chef d'escadrons, prenant le commandement du bataillon le 22 janvier 1936.
Au début de la seconde guerre mondiale, son bataillon de dragons portés part dans le Doubs. René de Reboul devient le commandant du nouveau 3e régiment de dragons portés, créé le 1er décembre 1939 par renforcement du  3e BDP. Pendant la Bataille de France, le lieutenant-colonel de Reboul commande son régiment jusqu'au dernier combat à Veules-les-Roses. Il reçoit une citation à l'ordre de l'armée. Fait prisonnier le 12 juin 1940, il est promu colonel en 1941 et rapatrié sanitaire en 1943.
Le 1er janvier 1945, il devient général de brigade et prend le commandement de la subdivision militaire du Mans. Il placé le 1er octobre 1946 en deuxième section.
Il meurt le 23 mai 1968 au château de La Ferté, à Loiré dans le Maine-et-Loire.